# Уляники (Обухівський район)
Уля́ники — село в Україні, в Обухівському районі Київської області. Населення становить 270 осіб.

## Географія
Селом протікає річка Чучинка.

## Історія
За переказами, назва села Уляники походить від слова гуляти. Панство з навколишніх сіл, збираючись на розваги, їхали в Гуляники. Під цією назвою село існувало ще в середині ХІХ ст.. Згодом перша буква зникла з назви і залишилася сучасна — Уляники.
Проте, на околицях села, поселення існували ще кілька тисячоліть тому, про що свідчать розкопки, що проводилися біля села в 2000—2005 р.р., було виявлено більше десяти поселень періоду Трипільської культури.
У 1901 році відкрито відділення сільськогосподарського банку — єдина в районі організація кредитного товариства.
На початку ХХ ст.. дяком Потапенком створено пайове товариство, яке в 1906 році збудувало цегляний магазин площею 60 кв.м.
Значною окрасою села стала цегляна Свято-Михайлівська церква, побудована 1912 року (частково зруйнована владою на початку 1980 років). Дерев"яна церква була побудована на місці попередньої у 1720 році. Клірові відомості метричні книги, сповідні розписи церкви св. Михаїла с. Гуляники Ржищевської волості Київського пов. Київської губ. зберігаються в ЦДІАК України. https://cdiak.archives.gov.ua/baza_geog_pok/church/huly_005.xml
Зі встановленням в селі Радянської влади почала працювати початкова школа, яка згодом стала семирічкою.
У 1930 році в селі організовано колгосп ім..Петровського.
У голодному 1933 році в Уляниках померло 357 осіб.
Після звільнення від німецько-фашистських загарбників село Уляники почало оживати, відновилися заняття в школі, пізніше відкрилася бібліотека, фельдшерсько-акушерський пункт, сільський клуб, відділення зв"язку, філія ощадбанку, дитячий садок.

## Пам'ятки
- Руїни Михайлівської церкви (1910-12)
- Городище чорних клобуків (12-13 ст.)

## Відомі уродженці
- Любич Іван Йосипович (1 січня 1937) — український фізико-географ, кандидат географічних наук, доцент Київського національного університету імені Тараса Шевченка.